# Cayetana Álvarez de Toledo

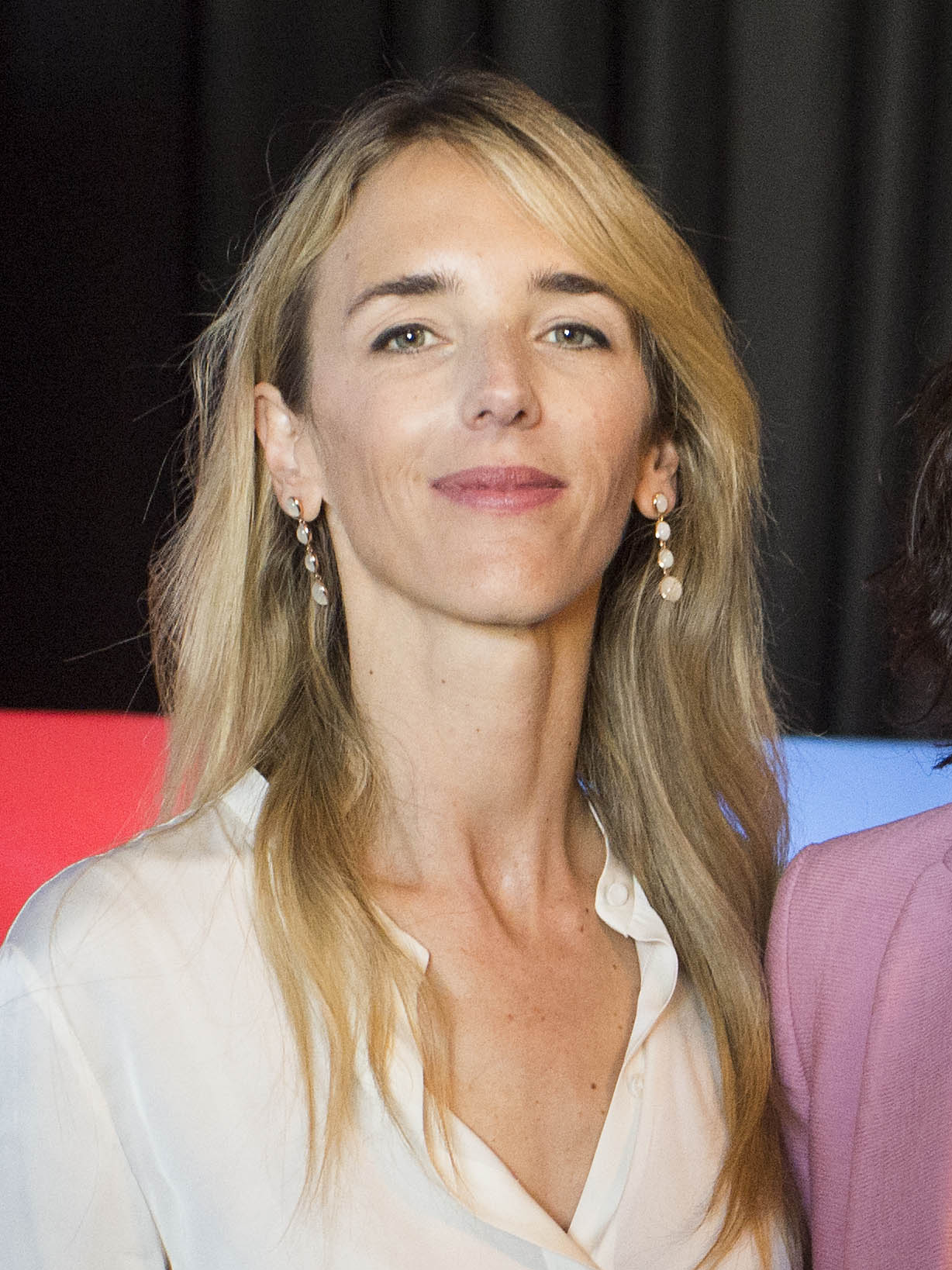
Cayetana Álvarez de Toledo (2019)

Cayetana Álvarez de Toledo y Peralta-Ramos (* 15. Oktober 1974 in Madrid), 14. Marquise von Casa Fuerte, ist eine spanische Journalistin, Historikerin und Politikerin. Als Mitglied des Partido Popular (PP), war sie Abgeordnete für Madrid im spanischen Parlament in der 9. und 10. Legislaturperiode (von 2008 bis 2015) und für Barcelona ab 2019. Cayetana Álvarez de Toledo ist Leiterin der internationalen Abteilung des FAES (Fundación para el Análisis y los Estudios Sociales, eine der PP nahestehende Stiftung) und arbeitet als Kolumnistin für die konservative Zeitung El Mundo.

## Lebenslauf
Sie wurde in Madrid geboren, von einem französischen Vater und einer argentinischen Mutter. Sie besitzt neben der spanischen Nationalität die französische und die argentinische Staatsbürgerschaft; 2007 nahm sie zusätzlich die spanische Staatsbürgerschaft an.
Sie ist die Tochter von Juan Illán Álvarez aus Toledo y Giraud, 12. Markgraf von Casa Fuerte, der im Zweiten Weltkrieg in den Reihen der französischen Widerstandsbewegung kämpfte, und Patricia Peralta-Ramos y Madero und gehört somit dem Adelsgeschlecht der Álvarez de Toledo an.
Cayetana verbrachte ihre Jugend zwischen dem Vereinigten Königreich und Argentinien; sie studierte und doktorierte (D.Phil.) im Jahr 2000 im Fach Moderne Geschichte an der Universität Oxford (mit einer Dissertation über Politik und Reform in Spanien und Mexiko des 17. Jahrhunderts am Beispiel von Juan de Palafox (Politics and Reform in Spain and Viceregal Mexico: The Life and Thought of Juan de Palafox, 1600–1659))
Von 2001 bis 2018 war sie mit dem Unternehmer Joaquín Güell verheiratet; das Paar hat zwei Töchter.
Ab 2000 ist Cayetana Journalistin bei der Tageszeitung El Mundo; ab 2004 Mitarbeiterin beim Radiosender COPE. Ab 2006 leitet sie das Kabinett des Generalsekretärs des Partido Popular; 2008 wird sie in das spanische Abgeordnetenhaus als Abgeordnete Madrids des PP gewählt. Politisch nahm sie konservative Positionen ein und stellte sich insbesondere gegen den katalanischen Nationalismus. 2015 kündigte sie an, aus Protest gegen die als zu nachgebende Linie von Ministerpräsident Mariano Rajoy nicht mehr für die Parlamentswahl zu kandidieren. Nach dem Rücktritt von Rajoy wurde sie vom neuen Parteiführer der PP, Pablo Casado, im März 2019 für die vorgezogenen spanischen Parlamentswahlen vom 28. April 2019 auf den ersten Listenplatz des PP für die Provinz Barcelona gesetzt; sie gilt als beliebte und stark polarisierende Politikerin, die von katalanischen Separatisten als „Faschistin“ beschimpft und angegriffen wird und dem in Katalonien abgeschlagenen PP als Identifikationsfigur dient. Sie wurde als einzige Abgeordnete des PP in Katalonien gewählt, und wurde Sprecherin der PP-Fraktion im Parlament. Im August 2020 setzte Pablo Casado sie von dieser Stellung ab, da ihre Positionen als zu extrem und als ein Hindernis für mögliche politische Bündnisse gesehen wurden.

## Werke
- Juan de Palafox: Obispo y Virrey (Marcial Pons Ediciones de Historia, 2011). ISBN 978-8492820313
- Politics and Reform in Spain and Viceregal Mexico: The Life and Thought of Juan De Palafox 1600-1659 (Oxford Historical Monographs, 2004). ISBN 978-0199270286